# Giacomo Alboresi
Giacomo Alboresi (Bologna, 1632 – 9 febbraio 1677) è stato un pittore italiano del periodo barocco.

## Biografia
Nato a Bologna, fu allievo di Domenico Santi e del maestro della quadratura Agostino Mitelli. Successivamente collaborò con Angelo Michele Colonna in Spagna a Firenze e a Parma. Sposò una delle figlie di Mitelli. Alboresi e Colonna utilizzarono i pittori Fulgenzio Mondini, Milani e Domenico Maria Canuti per realizzare delle figure sullo sfondo delle loro opere. Alboresi rimpiazzò Mondini nell'opera di realizzazione di Morte e canonizzazione di sant'Antonio di Padova per la Basilica di San Petronio a Bologna. Nella Chiesa di San Giacomo Maggiore, dipinse alcuni soggetti di prospettiva in un affresco realizzato da Bartolomeo Passarotti. Operò poi in collaborazione con Antonio Maria Pasio nella cattedrale di Santa Maria del Fiore a Firenze.